# Кліщовий пароксизмальний рикетсіоз
Кліщовий пароксизмальний рикетсіоз — доброякісне зоонозне природно-осередкове захворювання з групи рикетсіозів, яке передають іксодові кліщі. Характеризується гарячкою з подальшими короткими рецидивами (пароксизмами) її та больовим синдромом, відсутністю первинного афекту і регіонарного лімфаденіту. На сьогодні не зустрічається серед людей.
Імовірно, що ця хвороба, яка за проявами є дуже подібною до волинської гарячки, являє собою її спорадичну форму і має бути віднесена як і волинська гарячка до бартонельозів.

## Історичні факти
У 1947 році в одному з сільських районів Вінницької області УРСР були спостережені випадки невідомої тоді хвороби. Для дослідження хвороби до регіону було направлено комісію науковців, яка мала дослідити захворювання і розшифрувати етіологію його. Інфекціоністи Борис Якович Падалка і Олімпій Прокопович Матвеєв описали характерні прояви — гарячка з температурою 39-40 °C, тривалістю 5-6 днів, часто спостерігався другий напад хвороби з легшим перебігом, іноді й третій. Хворі скаржилися на загальну слабкість, різкий головний біль, кінцівках і попереку. У деяких хворих з'являвся короткочасний розеольозний або петехіальний висип; селезінка часто була збільшеною. У клінічному аналізі крові виявляли лейкопенію на початку захворювання, що змінювалася лейкоцитозом у період одужання.
Сергій Нечипорович Ручківський із помічниками дослідили хворобу епідеміологічно із застосуванням мікробіологічних методів. Було виявлено, що захворювання характеризувалося строго локальним характером: хворіли люди тільки з одного села, в одному з районів Вінницької області, які розчищали ліс, розташований у 3-5 км від їхнього села. Випадки хвороби мали сезонний характер, почалися в червні. У липні зареєстровано 87 %, в серпні — 2,4 %, у вересні — 7,3 % всіх захворювань. Захворювання були пов'язані з кліщами Ixodes ricinus. З кліщів, зібраних з хворих, були виділені на курячих ембріонах штами рикетсій, ідентичні зі штамами, виділеними із крові хворих. Джерелом інфекції ймовірно були руді лісові полівки Clethrionomys glareolus Schreber, серед яких спостерігалася епізоотія.
Микола Миколайович Сиротинін з помічниками шляхом годування вошей на хворих виділив позаклітинні рикетсії, причому один з учасників роботи, який годував цих вошей, захворів на аналогічне захворювання. Під час хвороби він годував здорових вошей, у яких потім виявили аналогічних рикетсій. Інший учасник роботи під час годування вошей також захворів. Сиротинін розглядали описану хвороба як близьку або ідентичну волинській гарячці. На їхню думку, пароксизмальний рикетсіоз — це захворювання з природною осередковістю, при якому збудник циркулює між дрібними гризунами і кліщами. У цей епідеміологічний ланцюжок може залучатися людина в разі нападу на нього заражених кліщів. При наявності педикульозу подальша циркуляція вірусу може здійснюватися за типом людина — воша — людина.
Пізніші клініко-епідеміологічні спостереження і дослідження кліщів, проведені в цьому населеному пункті, не виявили вже наявності збудника Аналогічні захворювання були виявлені в одному з районів Львівської області, де переносником, ймовірно, також були кліщі Ixodes ricinus, а в подальшому при педикульозі хвороба поширювалася серед людей за допомогою вошей, причому у цих ектопаразитів були виявлені позаклітинні бактерії, подібні до тих, які сьогодні визначають як В. quintana. Припускали, що подальші дослідження могли б підтвердити отримані дані, що дало б можливість вважати пароксизмальний рикетсіоз ендемічною хворобою з природною осередковістю і пов'язати з тим, що в особливо важких умовах, найчастіше під час війни, при інших епідеміологічних шляхах поширення (за допомогою вошей), можуть виникнути сотні й тисячі випадків захворювань, що проявляються в своїй епідемічній формі — волинській гарячці. Однак через відсутність зафіксованих подальших випадків захворювання у людей з того часу заявлені дослідження не були продовжені.

## Етіологія
За морфологічними і тинкторіальними властивостями виявляли велику схожість із збудником волинської гарячки, тому збудника пароксизмального рикетсіоза умовно був названий R. rutchkovskyi nov. spec. У експериментальних тварин (білі та сірі миші, білі пацюки, кажани, їжаки) при внутрішньоносовому або внутрішньотрахеальному впорскуванні ці бактерії демонстрували розвиток пневмонії. Однак на сьогодні в світі не існує чистих культур R. rutchkovskyi nov. spec, тому що їхні штами не збереглися в музейному зберіганні після 1948 року, коли їх виділяли в природі останній раз.

## Епідеміологічні особливості
Джерелом інфекції при пароксизмальному рикетсіозі є руді нориці, на яких паразитують молоді форми іксодових кліщів. Інфекція передається кліщами при їхньому нападі на людину і кровосмоктанні, тобто реалізується трансмісивний механізм передачі інфекції. Кліщі-переносники, в свою чергу, є резервуаром рикетсій у природі, що обумовлено трансоваріальною передачею їх потомству. Людина заражалася при нападі на нього кліщів у місцях їхнього природного проживання. Для захворюваності була характерна природна осередковість і літня сезонність (в період активності кліщів).

## Патогенез
Через відсутність смертельних випадків під час спалаху патоморфологічні зміни не були досліджені. Судити про патогенез хвороби, через малу кількість спостережень можна з певною часткою ймовірності та по аналогії з вивченою волинською гарячкою. Після проникнення збудника в організм людини відбувається його інвазія в клітини ендотелію судин, а іноді й крові. У клітинах-мішенях розвивається дисфункція і деструкція з наступною компенсаторною проліферацією, що клінічно проявлялося інтоксикаційним синдромом.

## Клінічні ознаки
Інкубаційний період становив близько 7-10 днів. Захворювання розвивалося гостро. Температура тіла в перший же день досягала 39-40°С, тримавшись на цьому рівні кілька днів (3-9), знижувалася критично (тобто вкрай швидко). Через 2-3 дні апірексії (нормальної температури тіла) мали місце нечисленні 1- чи 3-денні рецидиви. Первинний афект, регіонарний лімфаденіт не спостерігали. Зрідка спостерігали ефемерний розеолоподібний висип. Найбільш виразною була симптоматика інтоксикації: різкий головний та поперековий біль, болючість очних яблук при русі та натисканні на них, ломота в тілі. Іноді хворі були збуджені, марили.

## Діагностика
На початку захворювання в периферичній крові виявляли лейкопенію, що змінювалася до періоду одужання помірним лейкоцитозом. З боку інших органів видимих розладів не спостерігалося, крім гарячкової альбумінурії.
Специфічна діагностика, яка проводилася на той момент, включала реакцію аглютинації (РА) зі специфічним антигеном, яка була іноді позитивна в розведенні 1:100-1:400, більш чутливою була реакція зв'язування комплементу (РЗК). Реакція Вейля-Фелікса, яку певний час застосовували для діагностики рикетсіозів, була негативною з усіма штамами Proteus, що певною мірою свідчить про нерикетсіозне, а ймовірно бартонельозне походження збудника.

## Лікування
Здійснювалося за тими ж принципами, що і при епідемічному висипному тифі. З антибіотиків застосовували левоміцетин (хлорамфенікол), тетрациклін.

## Профілактика
Основне значення в профілактиці відводилося боротьбі з кліщами, індивідуальному застосуванню акарицидів (засобів проти кліщів) і носінню захисного одягу. Специфічна профілактика не була розроблена.